# 東京競馬倶楽部

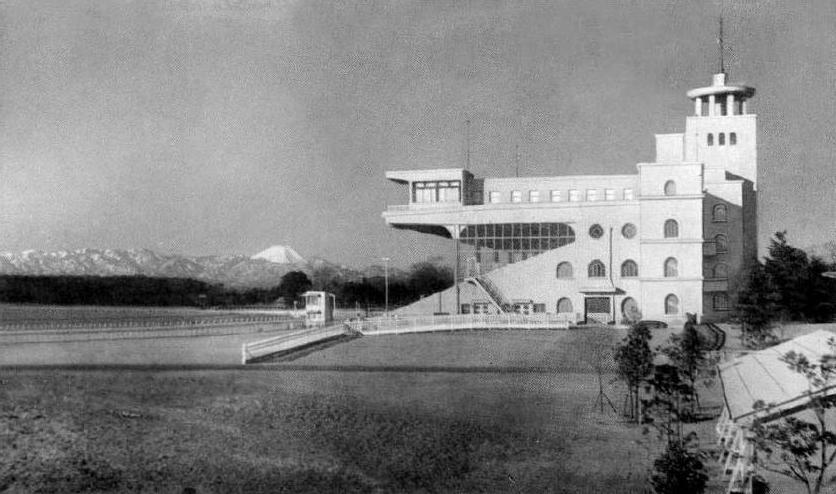
東京競馬倶楽部時代の東京競馬場

東京競馬倶楽部（とうきょうけいばくらぶ）は、かつて競馬を施行していた団体で競馬倶楽部の一つ。

## 概要
東京競馬倶楽部は、1910年5月30日に設立された。
1908年10月に馬券発売が禁止され、政府からの補助金が交付されることとなったが（いわゆる補助金競馬）、この際に各競馬団体が再編されることとなり、近隣の東京競馬会・日本競馬会・京浜競馬倶楽部・東京ジョッケー倶楽部が統合し、1910年に加納久宜を初代会長として東京競馬倶楽部が設立された。
1910年7月23日にかつて日本競馬会が使用していた目黒競馬場で競馬の開催が始まった。1911年には馬政局からの通達により優勝内国産馬連合競走が創設。1923年に（旧）競馬法が公布され、同年12月15日からは馬券発売の伴う競馬の開催が始まった。
1932年には英国のダービーステークスを範とした東京優駿大競走が創設され、また競馬場所在地の目黒を記念するために、これまで施行されていた各内国産古馬競走を衣替えする形で目黒記念が創設された。1933年秋季からは競馬場が目黒から府中の東京競馬場に移転した。
1936年12月10日に日本競馬会が設立されたのに伴い、1937年4月から5月にかけて倶楽部主催として最後の競馬が開催され、同年6月30日に日本競馬会に統合される形で解散された。

## 母体となった団体

### 東京競馬会
1906年4月、加納久宜・安田伊左衛門らを中心に、日本レース・倶楽部をモデルとして設立された。同年11月から池上競馬場（現在の東京都大田区）で競馬の開催が始まり、同開催から帝室御賞典が下賜された。1909年まで同地で競馬を開催した。最後の年にはロシアのウラジオストクで開催された日露大競馬会に理事の安田を中心として騎手・競走馬が多数遠征し、安田の所有馬である帝室御賞典優勝馬のスイテンが活躍した。

### 京浜競馬倶楽部
板垣退助を中心に1906年9月に設立。翌1907年7月に川崎競馬場で競馬の開催が始まった。倶楽部解散後に競馬場跡地は富士瓦斯紡績川崎工場となった。なお、現在の地方競馬の川崎競馬（神奈川県川崎競馬組合が主催）とは直接のつながりはないが、競馬場は現在の川崎競馬場の地に所在していた。

### 日本競馬会
1907年に設立。同年12月から1909年まで目黒競馬場で競馬を開催した。1936年に設立された同名の団体とは別団体。

### 東京ジョッケー倶楽部
尾崎行雄を中心に1907年に設立。翌1908年3月から板橋競馬場で競馬の開催を行なった。